# Hadrogeneios
Hadrogeneios ist eine ausgestorbene Gattung und ein sehr früher Repräsentant der Afrotheria. Innerhalb der Afrotheria wird er in die Nähe der Paenungulata gestellt, welche heute die Elefanten, Schliefer und Seekühe enthalten. Fossilfunde sind lediglich aus dem Ouled-Abdoun-Becken in Marokko bekannt. Sie datieren in das Paläozän vor mehr als 60 Millionen Jahren. Es liegen mehrere Unterkieferreste und einzelne isolierte Zähne vor. Markant ist die deutlich aufgewölbte Symphyse des Unterkiefers, welche die beiden Kieferäste verbindet. Zusammen mit den hier ausgebildeten kleinen Schneidezähnen verweist dies auf eine spezielle Ernährungsweise. Der Bau der hinteren Zähne stellt Hadrogeneios an die Basis der Entwicklung der Paenungulata. Die Gattung wurde im Jahr 2022 wissenschaftlich eingeführt. Es ist eine Art anerkannt.

## Merkmale
Von Hadrogeneios wurden bisher hauptsächlich isolierte Zähne und Unterkieferfragmente aufgefunden. Der Unterkiefer ist lediglich über den horizontalen Knochenkörper belegt. Dieser war insgesamt relativ flach und erreichte eine Höhe von rund 1,5 cm. An der Unterkante verlief eine kräftige Knochenrippel, die als Muskelansatzstelle fungierte. Markant war der vordere Abschnitt mit der Symphyse. Dieser erhöhte sich markant und ragte so über die obere und untere Kante des horizontalen Knochenkörpers hinaus. Die Höhe betrug hier rund 2,7 cm und damit fast das Doppelte von letzterem. Gegenüber der Alveolarebene der hinteren Zähne stieg der Knochenkörper an der Symphyse um 45° an. Dadurch lagen die vorderen Zähne deutlich höher als die hinteren. Die Symphyse selbst war flach und nicht verwachsen. Das überwiegende Fundmaterial ist gemäß dem Abkauungsgrad der Zähne aber wohl jüngeren Individuen zuzuschreiben, so dass nicht ausgeschlossen werden kann, dass bei älteren Exemplaren beide Unterkieferäste fest verbunden waren. Die Symphyse endete hinter dem ersten Prämolaren. Ein vorderes Foramen mentale lag unterhalb des Eckzahns ein hinteres zwischen dem zweiten und dritten Prämolar. Beide waren etwa gleich groß. Vom aufsteigenden Ast des Unterkiefers blieb lediglich der Basisbereich erhalten. Das hier ausgebildete Foramen mandibulae öffnete sich hinter dem letzten Mahlzahn unterhalb der Alveolarebene.
Das untere Gebiss bestand aus der vollständigen Bezahnung der Höheren Säugetiere, also drei Schneidezähnen, einem Eckzahn, vier Prämolaren und drei Molaren je Kieferhälfte. Die vorderen Zähne standen geschlossen. Zwischen dem Eckzahn und dem ersten sowie zweiten Prämolaren war jeweils ein langes Diastema ausgebildet, jedes beanspruchte zwischen 3,4 und 4,9 mm. Eine weitere Zahnlücke zwischen dem zweiten und dritten Vormahlzahn war mit rund 2 mm deutlich kürzer. Die vorderen Zähne sind nur mit ihren Alveolen bekannt. Ihnen zufolge waren die Schneidezähne klein, der Eckzahn hingegen groß mit tiefreichender Wurzel. Ebenso können die ersten Prämolaren nur über die Zahnfächer rekonstruiert werden. Der letzte Prämolar ähnelte hingegen den nachfolgenden Molaren, war also deutlich molarisiert. Die Mahlzähne wiesen niedrige (brachyodonte) Zahnkronen auf. Ihre Kauflächen zeigten ein typisches Muster mit mehreren spitzen Haupthöckern, das Protoconid und das Hypoconid auf der Wangen- sowie das Metaconid auf der Zungenseite. Erstere beiden waren am größten. Ihre Außenwände wölbten sich nach außen. Die beiden Höcker waren entlang der Zahnlängsachse durch Zahnschmelzleisten verbunden, die halbmondförmig verliefen, so dass ein selenodonter Eindruck entstand. Auf der Zungenseite kam zusätzlich noch ein Paraconid vor, das sich gut entwickelt zeigte und nahezu die Höhe des Metaconids erreichte. Der vordere Molar war kleiner als der zweite. Die oberen Zähne sind bisher nur isoliert aufgefunden worden, es liegen die beiden letzten Mahlzähne vor. Sie charakterisierte ein tribosphenisches oder trituberculäres Kauflächenmuster mit demzufolge drei spitzen Höckern, der Metaconus, Paraconus und Protoconus. Der für die Paenungulata typische vierte Höcker, der Hypoconus, fehlte bei  Hadrogeneios. Das Ectoloph, eine die Höcker verbindende Scherleiste, hatte einen dilombdodonten (W-förmigen) Verlauf, wodurch auch hier ein selenodonter Zahnaufbau hervorgerufen wurde.

## Fossilfunde

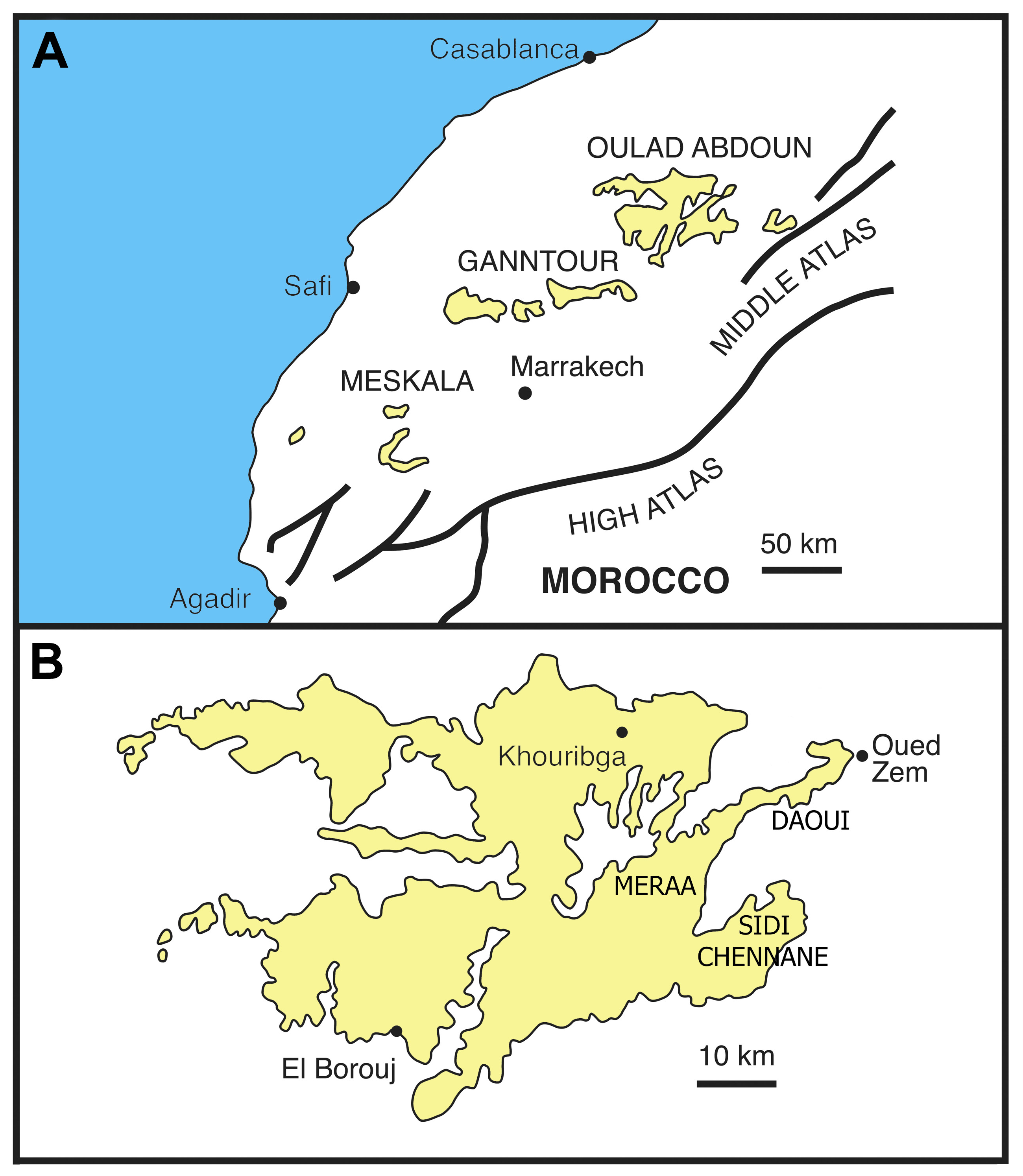
Das Ouled-Abdoun-Becken in Marokko

Die Fossilreste von Hadrogeneios sind lediglich aus dem Ouled-Abdoun-Becken in Marokko bekannt. Das Becken liegt rund 70 km südlich von Casablanca und ist vor allem für seine reichhaltigen Phosphatablagerungen von Bedeutung. Diese hatten sich im Übergang von der Kreide zum frühen Paläogen gebildet. Die phosphathaltigen Sedimente sind zwar nicht durchgehend ausgeprägt, ihre Mächtigkeit erreicht jedoch von Nord nach Süd 30 bis 300 m. Absolutchronologisch gehören sie dem Zeitraum vom Maastrichtium bis Ypresium vor 72 bis 48 Millionen Jahren an. Die Phosphate des Ouled-Abdoun-Beckens zählen zu den umfangreichsten Ablagerungssequenzen dieser Art im Bereich des ehemaligen Tethys-Ozeans. Ursprünglich in einem marinen Milieu entstanden, wobei das Meer relativ flach sowie warm war und festlandsnah lag, sind sie reich an Fossilien. Dominiert werden die Reste von zahlreichen Meeresbewohnern, allerdings kommen zusätzlich auch Landwirbeltiere vor. Insgesamt sind bisher rund 330 Gattungen nachgewiesen. Darunter befinden sich auch die ältesten Reste känozoischer Säugetiere in ganz Afrika. Bekannt wurde das Ouled-Abdoun-Becken unter anderem durch die hier auftretenden, urtümlichen Rüsseltiere, darunter Formen wie Eritherium und Daouitherium als älteste Angehörige überhaupt. Der größte Teil der Fossilien wird beim Phosphatabbau gefunden. Dies betrifft auch die Funde von Hadrogeneios, welche von lokalen Arbeitern aufgesammelt worden waren. Aus diesem Grund ist die exakte Fundposition unbekannt. Die den Fossilresten anhaftende phosphathaltige Matrix besitzt aber geochemischen Analysen zufolge die Eigenschaften, die den Fundlagen des Paläozäns, genauer des Seelandiums und Thanetiums zuzuschreiben sind. Höchstwahrscheinlich kommen hierfür die Minen von Sidi Chennane im Osten des Beckens in Betracht, von wo auch in der Vergangenheit Säugetierreste dokumentiert wurden.

## Paläobiologie
Auffallend an Hadrogeneios ist die massive Symphyse des Unterkiefers. Diese steht relativ steil und ragt sowohl über als auch unter den horizontalen Knochenkörper hinaus, wodurch sie gut doppelt so hoch ist wie der Rest des Unterkieferastes. Verbunden damit ist eine erhöhte Lage der vorderen Zähne gegenüber den hinteren. Zudem sind die Schneidezähne hier sehr klein ausgebildet. Die gesamte Struktur unterscheidet sich von der eher generalisierten Form, wie sie etwa beim nahe verwandten Ocepeia vorliegt. Sie weicht ebenso von ähnlichen flanschartigen Symphysenerweiterungen ab, wie sie bei einigen Säugetieren des Paläogens vorkommen, so unter anderem bei den fleischfressenden Oxyaenodonta oder den pflanzenfressenden Dinocerata. Bei diesen Formen sind die Erweiterungen mit vergrößerten Eckzähnen verbunden, beschränken sich aber in der Regel nur auf den unteren Abschnitt der Symphysenregion. Letzteres trifft auf Hadrogeneios nicht zu, da sich die Symphyse auch nach oben verlängert, der obere Eckzahn ist jedoch unbekannt. Die besondere Gestaltung der vorderen Unterkieferregion wird bei Hadrogeneios als spezielle Anpassung an die Nahrungsaufnahme mit erhöhter Griffkraft oder verbesserter Greifpräzision gewertet. Es wäre somit eine der ersten bekannten Spezialisierungen aus dem Verwandtschaftsumfeld der Paenungulata.

## Systematik
Hadrogeneios ist eine ausgestorbene Gattung innerhalb der Überordnung der Afrotheria, welche eine der vier Hauptlinien der Höheren Säugetiere (Eutheria) repräsentiert. Eine Zuweisung zu einer bestimmten Familie erfolgte bisher nicht. Innerhalb der Afrotheria besteht eine engere Verwandtschaft von Hadrogeneios zu anderen ausgestorbenen Formen wie Ocepeia oder Abdounodus. Beide Gattungen sind gleichfalls im Ouled-Abdoun-Becken aufgefunden worden. Die drei Vertreter lassen sich in das nähere Umfeld der Paenungulata einordnen, denen wiederum die Rüsseltiere (Proboscidea), die Schliefer (Hyracoidea) und die Seekühe (Sirenia) zugerechnet werden. Das vermutete engere Verwandtschaftsverhältnis der drei ausgestorbenen Formen zu den Paenungulata drückt sich in dem gemeinsamen, übergeordneten Taxon der Paenungulatomorpha aus.
Für die nähere Beziehung von Hadrogeneios, Ocepeia und Abdounodus zu den Paenungulata ist vor allem die Struktur der hinteren Zähne von Bedeutung. Ausschlaggebend sind hier die bilophodonten oberen Molaren, die so auch bei den frühesten Rüsseltieren wie Eritherium oder bei den Schliefern zu finden sind. Die vier Haupthöcker, die den Zähnen ihren bilophodonten Charakter geben, werden durch den Paraconus und den Hypoconus sowie den Metaconus und den Protoconus definiert. Strukturell ähnliche Zähne weisen auch die Paar- (Artiodactyla) und Unpaarhufern (Perissodactyla) auf, weswegen diese ursprünglich zusammen mit den Paenungulata häufig zu den Ungulata (Huftiere) zusammengefasst wurden. Bei Ocepeia und Abdounodus ist das  bilophodonte Zahnmuster im Vergleich zu den Paenungulata noch nicht vollständig entwickelt. Bei beiden Formen lässt sich aber erkennen, dass der Hypoconus aus dem Metaconulus, ein kleiner und mit dem Protoconus verbundener Nebenhöcker, entstanden ist. Beim Herausbildungsprozess wanderte der Metaconulus langsam vom Protoconus zungenseitig weg und formte dann später den Hypoconus aus. Dieser Vorgang ist bei Abdounodus weiter fortgeschritten als bei Ocepeia, womit ersterer als stammesgeschichtlich jünger als letzterer einzustufen ist. Im Gegensatz dazu lässt sich bei Hadrogeneios kein Anzeichen eines Hypoconus erkennen. Bei dieser Gattung paust sich das ursprünglich tribosphenische Zahnmuster der Höheren Säugetiere bestehend aus drei Haupthöckern noch vollständig durch. Aus diesem Grund sollte Hadrogeneios die ursprünglichste bekannte Form der Paenungulatomorpha darstellen. Hervorzuheben ist bei den Paenungulata, dass die Entstehung des Hypoconus aus dem Metaconulus im deutlichen Gegensatz zu den Molaren der Paar- und Unpaarhufer steht, bei denen sich der Hypoconus aus einem Cingulum (einem Zahnschmelzwulst) herausformte. Die bilophodonten Zähne der Paenungulata und der Paar- beziehungsweise der Unpaarhufer sind daher als konvergente Entwicklung zu betrachten und nicht als Ausdruck einer näheren Verwandtschaft. Seiner abweichenden Herkunft wegen wird der Hypoconus der Paenungulata manchmal auch als Pseudohypoconus bezeichnet.

## Forschungsgeschichte
Die wissenschaftliche Erstbeschreibung von Hadrogeneios stammt von Emnanuel Gheerbrant aus dem Jahr 2022. Sie basiert auf den Funden aus dem Ouled-Abdoun-Becken in Marokko. Als Holotypus wählte Gheerbrant einen teilweise erhaltenen linken Unterkieferast (Exemplarnummer MNHN.KHG.227), an dem die Symphyse ausgebildet ist und der den letzten Prämolar sowie ersten Molar bewahrt hat, ebenso wie die Zahnfächer der Schneidezähne, des Eckzahns und der ersten drei Prämolaren überliefert sind. Assoziiert mit dem Unterkiefer war auch ein letzter Molar. Der Gattungsname Hadrogeneios leitet sich von den griechischen Worten άσρός (hadros) für „ausgewachsen“ oder „reif“ und γένειον (geneion) für „Kinn“. Er bezieht sich auf die kräftig ausgebildete Unterkiefersymphyse. Gemeinsam mit der Gattung benannte Gheerbrant die Art H. phosphaticus. Das Artepitheton ist eine Referenz auf die phosphathaltigen Lagen des Ouled-Abdoun-Beckens.